# Anomala chalcoptera
Anomala chalcoptera är en skalbaggsart som beskrevs av Hermann Burmeister 1844. Anomala chalcoptera ingår i släktet Anomala och familjen Rutelidae. Inga underarter finns listade i Catalogue of Life.